# 查卡班巴區
9°54′09″S 76°36′42″W / 9.9024°S 76.6117°W
查卡班巴區（西班牙語：Distrito de Chacabamba），是秘魯的一個區，位於該國中部瓦努科大區的亞羅維爾卡省，始建於1920年9月6日，面積16.5平方公里，海拔高度3,200米，2005年人口1,837，人口密度每平方公里110人。